# Marcello Fiasconaro
Marcello Luigi Fiasconaro (ur. 19 lipca 1949 w Kapsztadzie) – włosko-południowoafrykański lekkoatleta, sprinter i średniodystansowiec, były rekordzista świata.
Urodził się w Kapsztadzie jako syn Włocha (byłego jeńca z okresu II wojny światowej i Południowej Afrykanki. Wychował się w Południowej Afryce. Bieganiem zainteresował się dopiero w wieku 20 lat. Zaczął się specjalizować w biegu na 400 metrów.
Po pierwszych sukcesach w RPA Fiasconaro został zaproszony, by reprezentować Włochy. Uzyskał obywatelstwo włoskie w 1971. Wziął udział w mistrzostwach Europy w 1971 w Helsinkach, gdzie zdobył srebrny medal w biegu na 400 metrów oraz brązowy w sztafecie 4 × 400 m (w składzie: Lorenzo Cellerino, Giacomo Puosi, Sergio Bello i Fiasconaro). W 1972 ustanowił halowy rekord świata na 400 metrów rezultatem 46,1 s.
Od sezonu 1973 skoncentrował się na biegu na 800 metrów. 27 czerwca tego roku w Mediolanie poprawił jedenastoletni rekord świata na tym dystansie należący do Petera Snella, uzyskując czas 1:43,7. Rekord przetrwał do 1976, kiedy pobił go Alberto Juantorena.
Fiasconaro nie odniósł sukcesów na mistrzostwach Europy w 1974 w Rzymie. W biegu na 800 metrów zajął w finale 6. miejsce,  a sztafeta 4 × 400 metrów z jego udziałem odpadła w eliminacjach. Później trapiły go kontuzje. Nie zdołał przygotować się na igrzyska olimpijskie w 1976 w Montrealu i wkrótce potem zakończył karierę lekkoatletyczną. W 1976 grał we Włoszech w rugby.
Fiasconaro był trzykrotnym rekordzistą Włoch w biegu na 400 metrów (do wyniku 45,49 13 sierpnia 1971 w Helsinkach) i pięciokrotnym w biegu na 800 metrów (do 1:43,7 27 czerwca 1973 w Mediolanie.
Był mistrzem Włoch w biegu na 400 metrów w latach 1971-1973, a także halowym mistrzem na 400 metrów w 1972 i na 800 metrów w 1975. W 1973 był mistrzem RPA na 400 metrów i na 800 metrów.
Obecnie mieszka w Benmore, przedmieściu Johannesburga. Od 2009 jest kawalerem Orderu Zasługi Republiki Włoskiej.